# インテリア

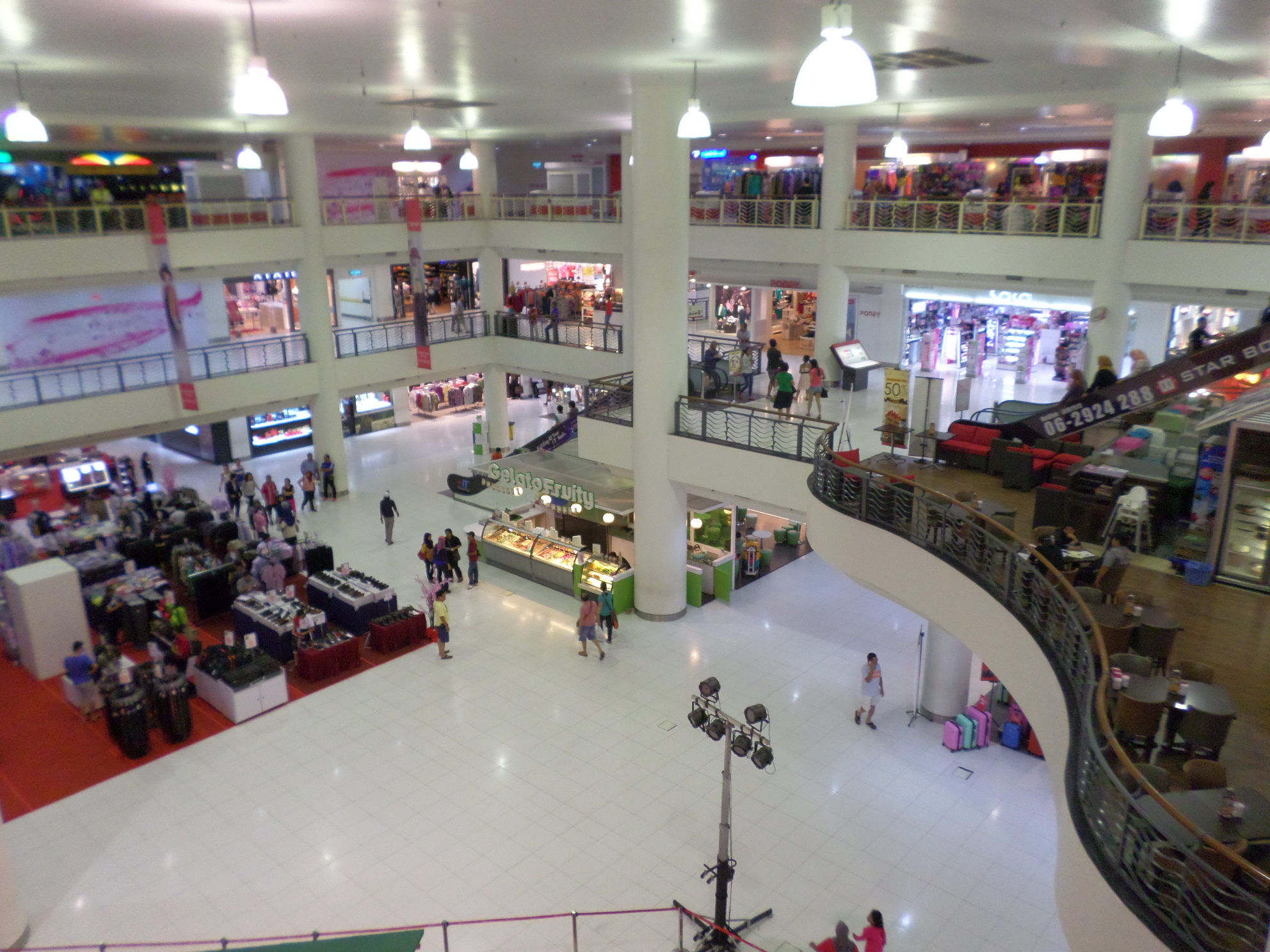
インテリア

インテリア（英: interior）とは、英語で内面を意味する単語であり、転じて、日本語で室内装飾品という意味であり、部屋や乗り物の室内の装飾やそれに付随する照明、装飾家具("Decorative arts")を表す。エクステリアの対義語。
広義のインテリアは室内を構成する部材全般を指すが、狭義ではその中で装飾性に特化されたものだけを指す。
また、インテリアは装飾品、什器そのものより、それによって飾られた室内空間という概念が強い語である。

## インテリアに含まれるもの
前述した通り、インテリアとは室内装飾品のことで、室内を装飾するものが代表的である。
具体例では内装材（カーテン、カーペット、壁紙、床材など）があり、そのほか窓、ブラインド、ロールカーテン、カーテンレール、家具や照明器具、ドア、間仕切り、システムキッチンやトイレや風呂など設備関連などが含まれる。和室では和室の襖や畳表、障子、欄間などが当てはまる。
もっとも、基準が曖昧で、一般的に家電やOA機器といった電化製品などはインテリア業界ではインテリアとして含まないことが多いが、広義ではこれらをインテリアに含むこともある。
ひとつの基準ともなっているのは隠せないものかどうか（電化製品は収納などの中に隠すことも可能なことが多く、電化製品でなく一般的にインテリアと呼ばれるものであっても隠してしまっては室内装飾の役目を果たせない）であり、電化製品をあえて見せて収納しようと考えると、装飾性が重視され、インテリアに含めて考えられるケースが増え始めている。
一方、屋外の装飾はエクステリアと呼ばれる。

## インテリアの歴史

### 古代
インテリアにおける歴史は非常に古く、古代エジプトの時代にまで遡ることができるが、その頃のインテリアは一部の特権階級のみが用いた権力誇示の手段であった。古代ローマの時代になると一部の上流階級では、大理石張りのモザイクや漆喰塗りのフレスコの壁画などが飾られ、家具もまた象嵌や彫刻など装飾性の高いものが使われている。一方、一般家庭は生活に最低限必要な道具（家具、調理設備）などは備わっていたが、装飾性を伴うようになるのは随分と後の時代である。

### 中世
11世紀頃になるとギルド制によって手工業が発達したこともあって、家具が大量に出回るようになり、ようやく庶民の手にも届くものとなってくる。家具類は机や食器棚などであるが、庶民の用いていたものはまだ装飾性は見られない。一方、上流階級の用いたものは装飾性も備わり、イスラム文化から伝わった唐草、渦巻紋様やステンドグラスの窓などが見られるようになった。

### 近世
15世紀、ルネッサンスの時代になると、建築家が一つのステータスを得るようになり、こぞってより優れたデザイン構築を研鑽した。それによって彫刻技術も飛躍的に進歩し、壁や天井には精緻な彫刻が施され、華麗さを増していった。一方、庶民の間でも住宅に暖炉を配し、家具を揃えるようになっており、インテリア文化の骨子が整ったといえる。また、この頃の家具は椅子などに羽毛などが使われ始め、インテリアにファブリック（布製品）の概念が用いられるようになった。その後バロックの時代を迎えると、家具の装飾性はさらに増していき、イタリア製の家具はステータスシンボルにもなった。一方、ヴェネツィアを中心にガラス工芸も発達し、インテリアの一アイテムとして採り入れられるようになった。ロココの時代になるとさらに芸術性、装飾性が増し、家具に花鳥のデザインを施したものが見られ、より艶容なものに変わっている。その後、ネオクラシシズムと呼ばれる回帰現象が起こり、中産階級にも受け入れられる堅牢、かつ端整な家具や装飾が好まれるようになる。

### 近代
その後劇的な変化を遂げたのが近代の産業革命である。それまで装飾の主役であった木、大理石といった素材に代わり、鉄とガラスが加わることになったからである。これらの大量生産はインテリアの方向性も大きく変え、インテリアをより工業的なものに変えていった。その結果、装飾性より機能性が重視されるようになり、特にアメリカではその傾向が顕著となった。デザインも斬新、かつ奇抜なものも増えていく。一方、フランスでは従来の装飾美術を重視した、アールデコと呼ばれる風潮が席捲し、ドイツでもバウハウスなどが登場し、時代の趨勢を受け止めつつ、従来の装飾文化の在り方を見直す動きも盛んになった。その間に、時代時代毎に刻まれた文化における装飾の統一性は徐々に失われていった。

### 現代
現代ではモダニズム、ポストモダニズムという変遷を経て、今日に至っている。また、古くより独自の装飾文化を持っていた日本が大きく世界にも影響を与えている。これは日本の住宅が西洋化したことが大きく関わっている。後述するインテリア産業の爛熟も、それに因るところが大きい。

## 日本におけるインテリア

### 日本住宅のインテリアの概念
日本におけるインテリアの概念は西洋のそれとは大きく異なっていた。その原因は気候の違いである。西洋諸国は年中を通して降雨が少ないため乾燥している代わりに、緯度が高いため日射しが弱い。そのため気温は低く、冬の寒さが厳しい。そのため、堅牢な壁を施し、室内に暖炉を配し、熱を外に逃がさない家造りが行われた。インテリアはそのような家を装飾するための手段であり、室内環境の向上を目指したものである。そして、室内と室外は隔離されており、ガーデニングやエクステリアといった概念が登場し、それぞれ独自の発展を遂げた。
対して、日本の気候は年中を通して温暖湿潤で、夏の暑さを避けるための工夫が施されている。畳張りで、間仕切りには開閉可能な襖や障子が配され、家の中に風がふんだんに通るように工夫されている。また、インテリア、エクステリアといった概念はなく、室内と室外が一体化して一つの家となっていた。日本庭園などでも建築は庭園を構成するひとつのパーツとして取り込まれている。
また、日本は武家社会に見られた侘び寂びの精神など、質朴なものが好まれる傾向にあった。また、貧しい者らは自宅を装飾する金銭的な余裕もなかったことから、インテリアのような装飾文化は庶民の間では浸透せず、一部の豪農や商人、寺社などで欄間、彫刻、襖絵などが用いられたに過ぎなかった。

### 日本の住宅事情とインテリア産業
日本でインテリアが発達した背景には、太平洋戦争後の住宅不足を補う住宅政策と、従来の日本建築の防災上の観点などから、防火・耐震に優れた機能的な欧米建築（機能性建築）の増加によるところが大きい。
しかし、インテリア産業が発達した直接的な背景は、高度経済成長期を迎えて、中産階級層に生活上のゆとりが発生し、ニーズが高まった結果である。当初は、一般に言われた三種の神器や3Cなどといった機能目的の電化製品、自動車などがステータスシンボルとなったが、これらが充足してくると、次はオーディオなどといった娯楽品と共にインテリアが重要性を増していく。目的は生活環境の向上のため、また個性の主張、階級の差別化などさまざまであるが、生活を豊かにするためのアイテムとして需要が高まっていったものである。そしてインテリア産業は個別のアイテムを売るのではなく、提案型（たとえば家をリフォームするのなら、その中に家具一式を盛り込み、それを提案しつつ、商品を販売する）の販売方法で、大きく成長を遂げた。
今日では木のぬくもりや和の心などといった概念もあって、日本住宅や和風のインテリアが見直され、和洋折衷ともいえるものも多い（木製ブラインドや障子紙のロールスクリーン、藺草の絨毯など）。洋風住宅の中に和室が設けられることも多い。